# Бидривар

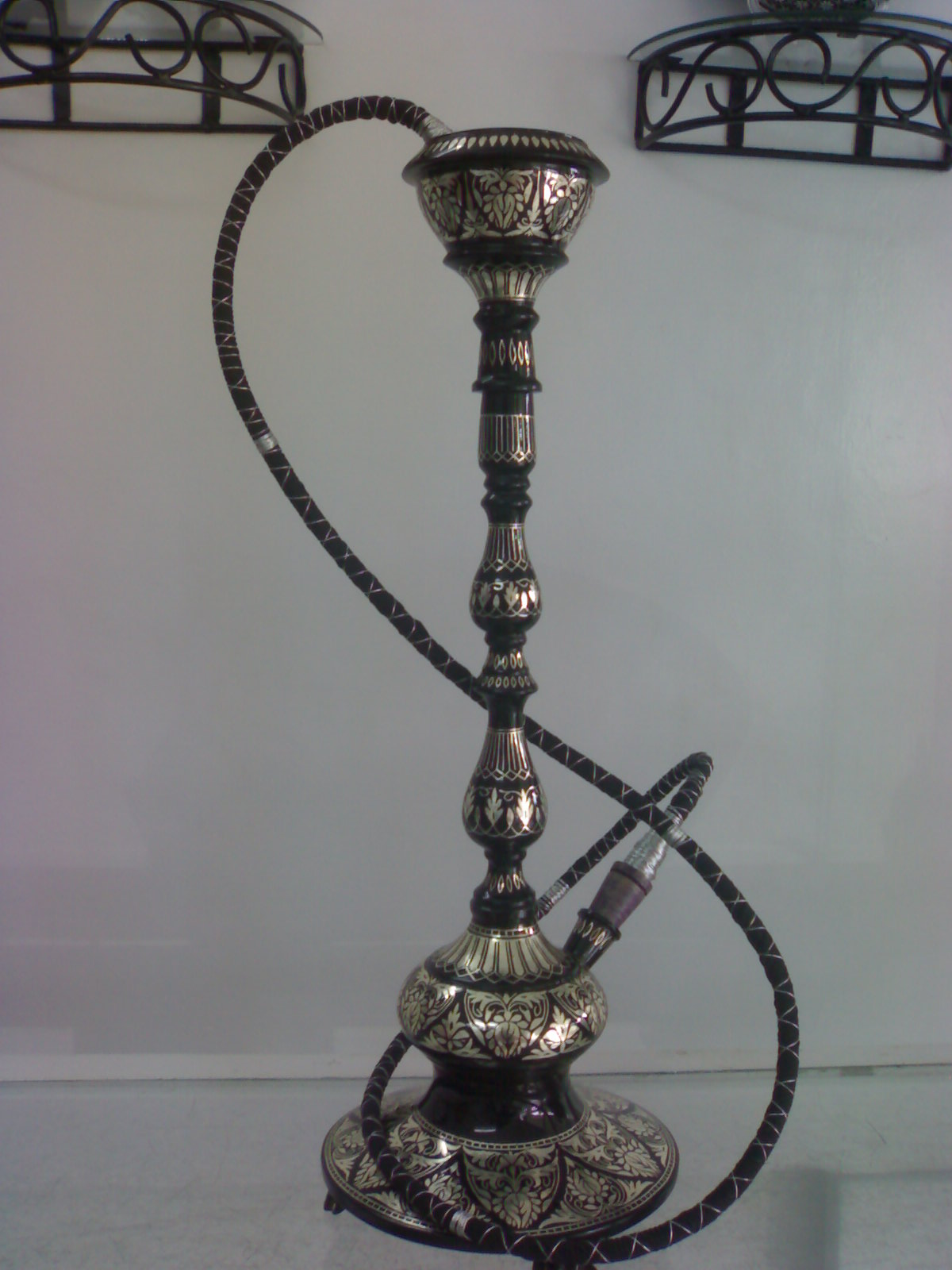
Кальян в технике бидривар

Бидривар — ремесло по металлу родом из Бидара в Карнатаке. Оно было разработано в XIV веке во времена Бахманийского султаната. Термин «бидривар» происходит от названия города Бидар, который до сих пор является главным центром производства. В качестве металлической основы используется белая латунь, чернёная и инкрустированная серебром. Как местная форма искусства, бидривар 3 января 2006 года получил регистрацию географических указаний (GI).

## Происхождение

Подставка для кальяна в технике бидривар конца XVII века, Лувре

Происхождение бидривара обычно приписывают эпохе султанов Бахамани, правивших Бидаром в XIV—XV веках. Техника и стиль бидривара находились под влиянием персидского искусства. Художественная форма, развившаяся в королевстве, представляла собой смесь турецких, персидских и арабских влияний, которые смешались с местными стилями, породив свой собственный уникальный стиль. Иранский мастер Абдулла бин Кайзер был приглашён султаном Ахмед Шахом Бахмани для работы по украшению королевских дворцов и дворцов. По некоторым данным, Кайзер сотрудничал с местными мастерами, и их партнёрство привело к появлению стиля во времена правления Ахмеда Шаха и его сына Алауддина Бахмани Второго. Стиль распространился и передавался из поколения в поколение.

## Процесс создания бидривара

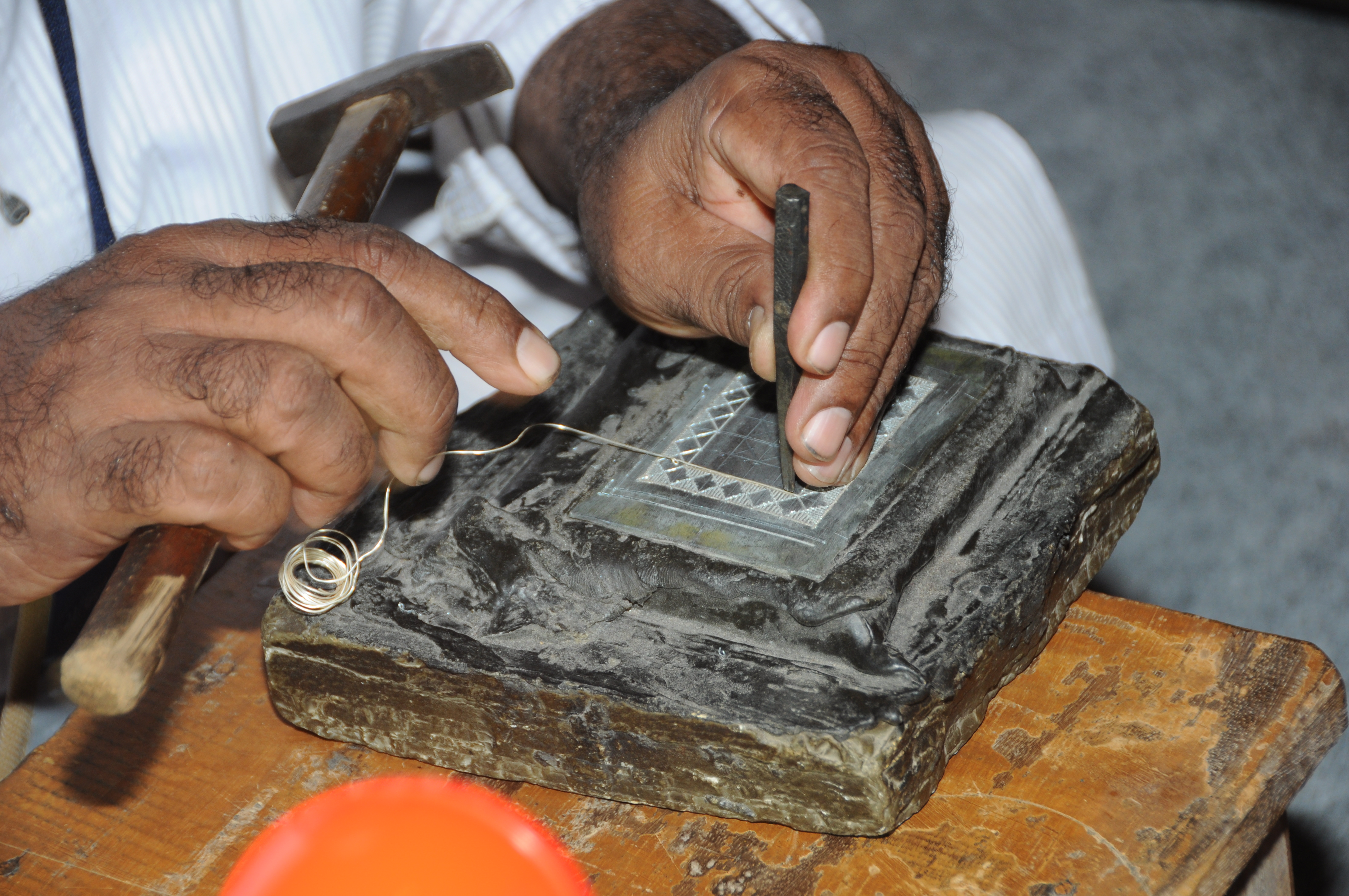
Мастер создаёт серебряную инкрустацию в металлическом сплаве.

Изделия в стиле и технике бидривар проходят восьмиэтапный процесс: формовку, шлифовку напильником, нанесение рисунка зубилами, гравировку зубилом и молотком, инкрустацию чистым серебром, повторное шлифование, полировку и, наконец, окисление грунтом и хлоридом аммония.
Бидривар создают из литой белой латуни (соотношение меди и цинка 1:16). Сначала изготавливается форма из почвы, которая становится пластичной благодаря добавлению касторового масла и смолы. В неё заливают расплавленный металл, чтобы получить литую деталь, которую затем шлифуют напильником. Затем отливку покрывают крепким раствором медного купороса, чтобы получить временное чёрное покрытие, на котором вручную вытравливают рисунки с помощью металлического штифта. Далее изделие закрепляется в тисках, и мастер с помощью небольших стамесок гравирует рисунок поверх гравировки от руки. Затем в эти канавки осторожно вбивают тонкую проволоку или плоские полоски чистого серебра.

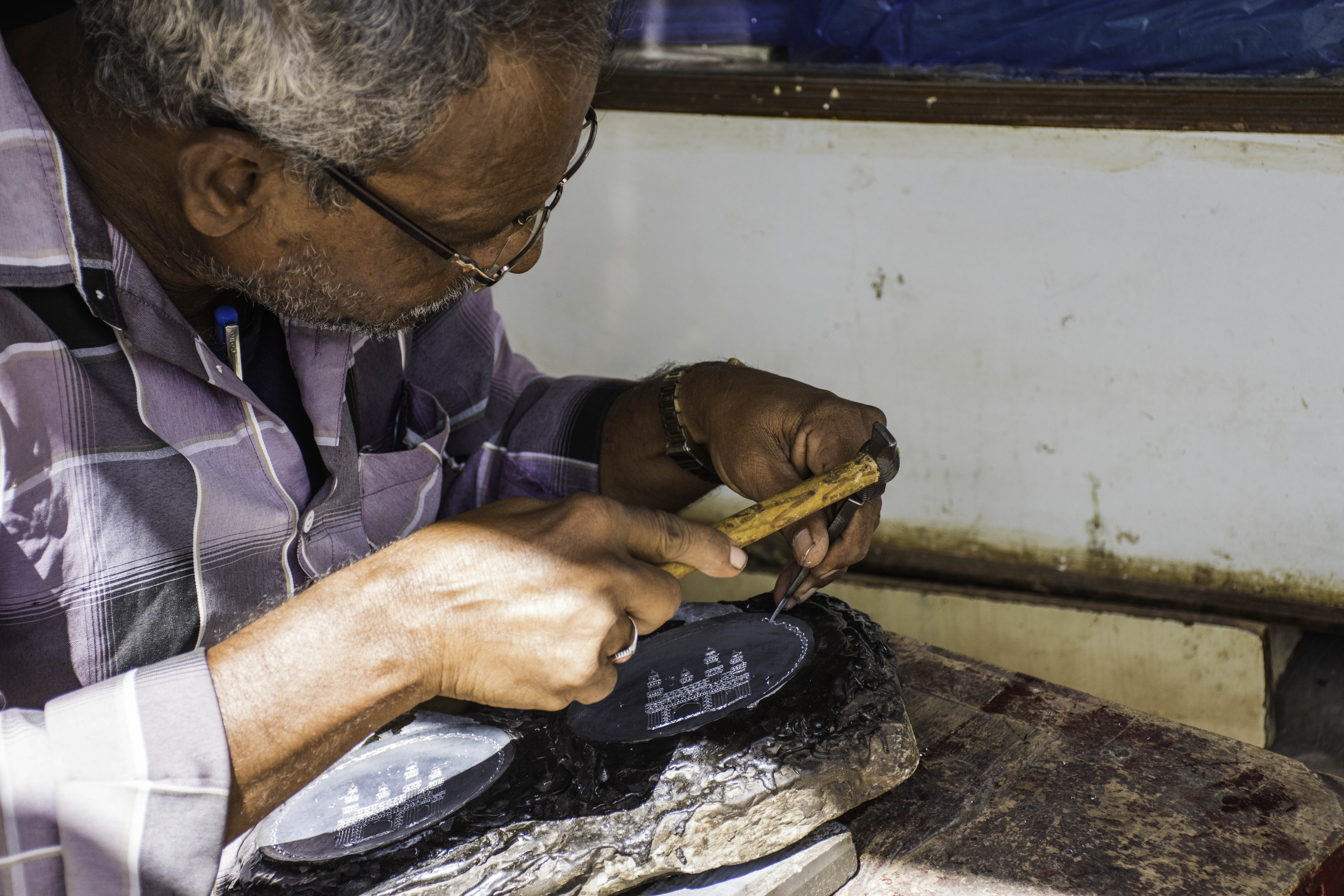
Мастер бидривара, инкрустирующий серебром

Затем изделие шлифуют, полируют и разглаживают, чтобы удалить временное чёрное покрытие. В результате серебряная инкрустация становится едва отличимой от белой латуни.
Теперь бидривар готов к окончательному процессу чернения. Традиционно мастера используют почву, взятую с территории форта XV века в Бидаре, которая богата нитратом калия. Почву смешивают с хлоридом аммония и водой до получения пасты, которую затем натирают на нагретую латунную поверхность. Паста затемняет латунь, но не серебряную инкрустацию.
Чёрная патина представляет собой смесь оксида цинка и оксида меди(II). Именно оксид меди придает патине чёрный цвет (оксид цинка — белый). Хлорид аммония, который наносится на бидривар, избирательно растворяет цинк на поверхности латуни, оставляя богатую медью поверхность, которая окисляется нитратом калия.

## Техника и дизайн

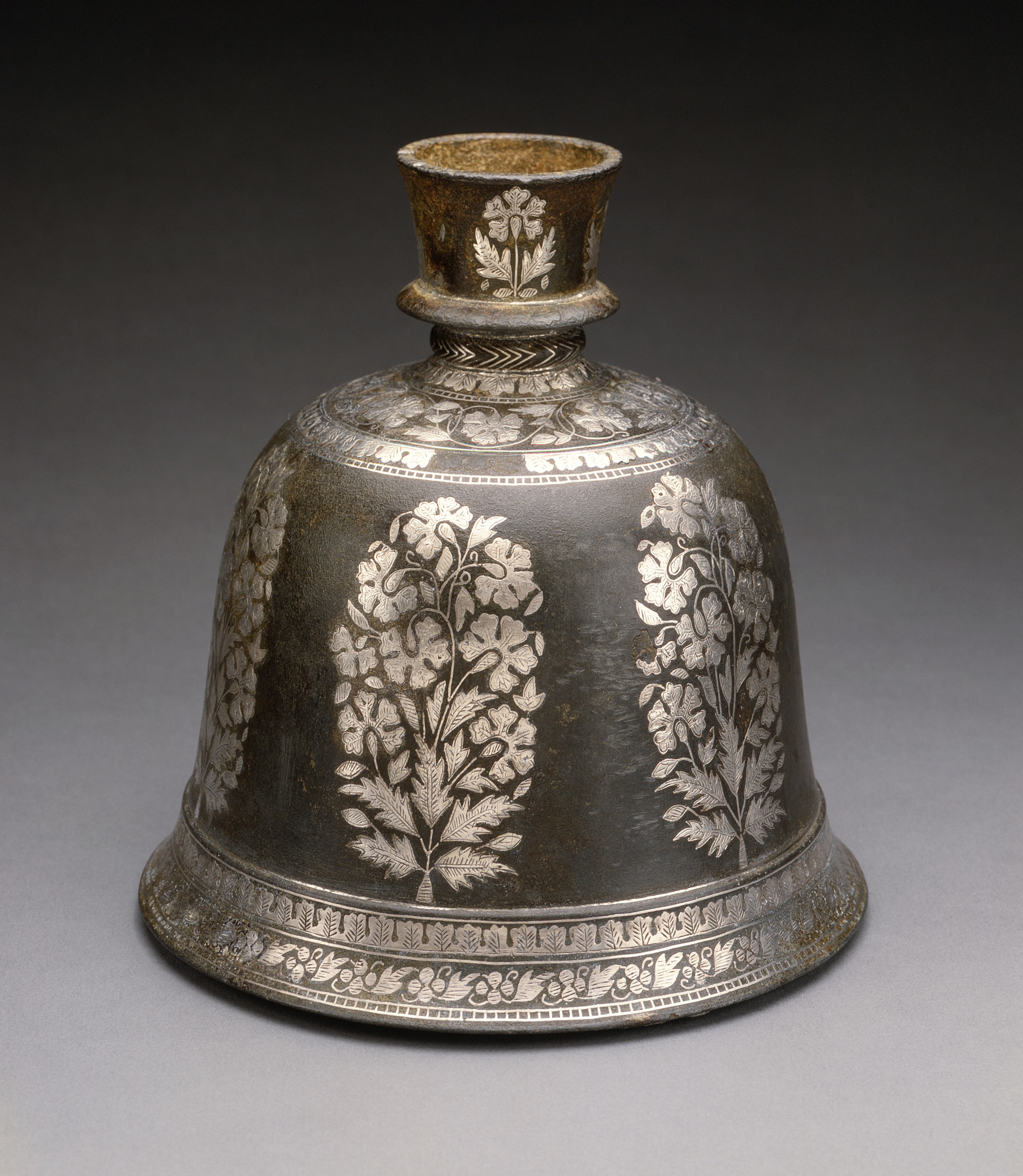
Подставка для кальяна в технике бидривар, XVIII век.

При изготовлении бидривара используется несколько техник: таркаши (инкрустация листами), тайнишан (инкрустация листами), зарнишан (низкий рельеф), зарбуланд (высокий рельеф), афтаби (вырезанный рисунок на листе накладного материала). Не обязательно использовать лишь одну технику для одного предмета, обычно комбинируют две или более техник. Наиболее распространенное сочетание — таркаши и тайнишан, реже используются сочетания зарнишана или тайнишана и таркаши или афтаби. В основном используется инкрустация серебром, поскольку оно обеспечивает лучший контраст с чёрным металлом, в некоторых случаях также используется медь или драгоценный металл, например, золото.
Наиболее распространёнными мотивами являются цветочные и геометрические, навеянные персидскими, южноиндийскими, а позднее и европейскими мотивами. Традиционно на изделиях часто встречаются цветочные мотивы: ашарфи-ки-бути, виноградная лоза, геометрические узоры, человеческие фигуры, стилизованные маковые растения с цветами и т. д. На Западе также большим спросом пользуются узоры персидских роз и отрывки из Корана, написанные арабской вязью.
Раньше бидривар использовался для изготовления кальянов, подставок для паана и ваз, теперь с ним изготавливают сувениры, чаши, серьги, подносы, шкатулки для украшений, другие ювелирные изделия и экспонаты.

## Почва

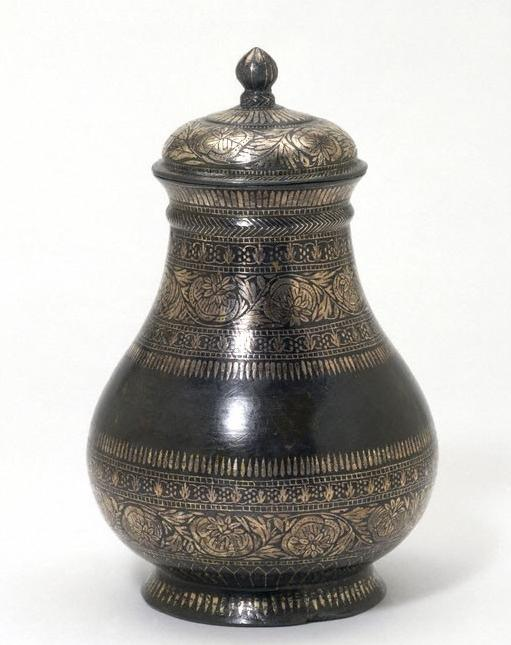
Чашка с крышкой, бидривар, около 1850 г. Музей Виктории и Альберта

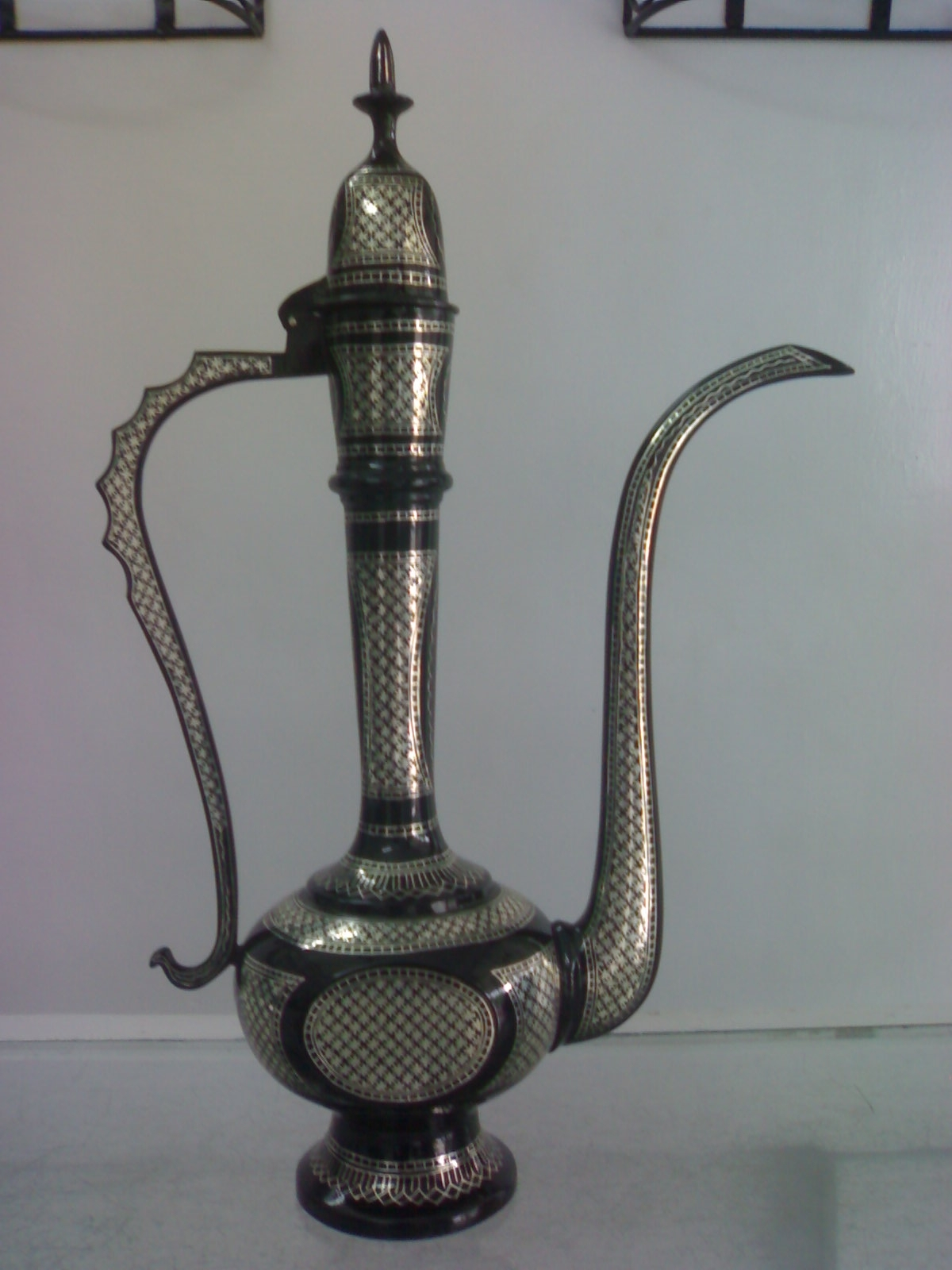
Винный графин в технике бидривар

Мастера бидривара чернят свои изделия, используя почву, полученную из бидарского форта XV века. Считается, что в некоторых частях форта почва годами не получает солнечного света и дождя, и это придает ей желаемые свойства. Когда ремесленники отправляются в форт в поисках такой почвы, они определяют её по вкусу. Форт — туристическая достопримечательность, защищенная от застройки, но доступная для публики, и охранники не возражают против того, что ремесленники время от времени выносят небольшие количества земли.
Химический анализ вышеуказанной почвы показывает, что она богата щелочными нитратами. Считается, что нитраты окисляют медь в латуни, образуя оксид меди (II), который имеет чёрный цвет.

## Инновации
Бидривар переживает возрождение после внедрения инновационных дизайнов и разнообразных новых узоров. Корпорация по развитию ремёсел штата Карнатака стремится популяризировать бидривар.
Традиционное искусство, которое отождествляется с ограниченным набором дизайнов, теперь пытается стать разнообразнее и закрепиться на современном рынке, а также привлечь более молодых поклонников. В число новых товаров в технике бидривар входят чехлы для USB-накопителей, офисные принадлежности, такие как скрепки, связки ключей, медальоны, ножи для вскрытия конвертов, подставки для ручек, абажуры и даже напольная плитка. Национальный институт дизайна разработал новые и более легкие изделия, в которых используется меньше серебра, а потому они стоят дешевле.